# Ana Ruiz Pérez
Ana Isabel Ruiz Pérez (24 de enero de 1972), más conocida como Ana Ruiz, es una exjugadora de balonmano española que fue internacional con la Selección Española.

## Trayectoria
Una de las pocas jugadoras que formó parte de la plantilla de los tres equipos hegemónicos del final del siglo XX e inicios del siglo XXI (Ribarroja, Mar Sagunto y Elda Prestigio), por ello en sus vitrinas cuenta con 3 ligas, 2 Copas de la Reina, 5 Copas ABF y 4 Supercopas de España.
A pesar de su rol defensivo en los equipos en los que jugó siempre se ha caracterizado por anotar goles en ataque, como demuestra los 81 goles con la selección en 61 encuentros, normalmente atacando desde el extremo y defendido en la posición de central.
En su época en L'Eliana coincidió con algunas de las jugadoras históricas del balonmano español: Eli López, Marta Mangué, Cristina Gómez, Montse Puche, Noelia Oncina o Natalia Morskova. Además, llegó a la final de la Copa de Europa del 2002/03 y, tras ganar en España, el 36:28 del partido de vuelta en Liubliana le apartó del ansiado torneo europeo.
Debutó en la selección española el 4 de enero de 1997, en amistoso ante Suiza. Los Juegos Mediterráneos del 97 y los del 2001, el Campeonato de Europa del 98 y el Campeonato del Mundo del 2001, dónde se hicieron con la medalla de plata, antes del final de su carrera con el combinado nacional, el 9 de junio de 2002, en el play-off clasificatorio del Campeonato de Europa del 2002 en Torrent ante Turquía, dónde anotó 4 tantos.
En 2004 llegó al Elda Prestigio junto a Stephanie Cano y Aitziber Elejaga a un equipo formado por Maru Sánchez, Susana Fraile o Diana Box. De ahí saltó al balonmano francés, en el que se retiró tras la temporada 2009/10.

### Clubes
- 1997-99:  AD Amadeo Tortajada/Ferrobus Mislata Tortajada
- 1999-04:  Milar L'Eliana/Osito L'Eliana
- 2004-05:  Elda Prestigio[7]
- 2005-10:  Club Athlétique Béglais

## Títulos

### Clubes
- 3 x Liga española (1999/00, 2000/01, 2001/02)
- 2 x Copa de la Reina (1999/00, 2004/05)[8][9]
- 5 x Copa ABF (2000/01, 2001/02, 2002/03, 2003/04, 2004/05)
- 4 x Supercopa de España (1999/00, 2000/01, 2001/02, 2004/05)[10]

### Selección española
- 1 x  Medalla de plata en los Juegos Mediterráneos (2001)